# Hammer (slægter)
 For alternative betydninger, se Hammer (flertydig). (Se også artikler, som begynder med Hammer)
Hammer er navnet på flere af hinanden uafhængige slægter.
Den mest fremtrædende slægt føres tilbage til Andrias Hammer, der var sværdfeger og materialsvend på Fredensborg Slot. 1758 overtog han Asminderød Kro efter sin svigerfar. Han var far til Johannes Christian Hammer (1751-1826), der overtog kroen efter ham, og som blev kendt som krigshelt i Englandskrigene. Som tak modtog han Sølvkorset 1809. Sønnen Frederik Abel Hammer (1791-1877) var ligeledes kroejer og krigshelt, både i 1807 og 1848. Han havde ni børn, deriblandt søofficer, kaptajn Otto Christian Hammer (1822-1892) og fotograf Caroline Hammer (1832-1915).
Otto Christian Hammer var fader til kommandør Frederik "Frits" Lemvigh Hastrup Hammer (1852-1911), kommandør Rørd Regnar Johannes Hammer (1855-1930) samt Frederikke Hammer (1860-1927), som var gift med kaptajn i Marinen, bureauchef Rørdam Hans Kjølsen (1858-1931) og moder til søofficeren, kontreadmiral Frits Hammer Kjølsen (1893-1985). Kjølsen var gift med Eline Wilhjelm, datter af maleren Johannes Wilhjelm (1868-1938).